# Franjo Filipović
Franjo Filipović, né le 2 octobre 1930 à Hlebine et mort le 2 avril 2009 dans son village natal, est un peintre naïf croate.

## Biographie
Franjo Filipović naît le 2 octobre 1930 à Hlebine.
Son village natale devient la capitale de la peinture naïve par la force de l'exemple de Generalic, il montre ses dessins à celui-ci, en 1945, qui l'encourage à se mettre à la peinture. Il montre ses premières peintures dans des expositions régionales, à partir de 1946. En 1949 a lieu une exposition de ses œuvres à Zagreb. En 1957, figure à l'exposition des peintres naïfs yougoslaves, à Belgrade. Ses thèmes favoris sont les scènes de la vie quotidienne  des paysans : la cuisson du pain, l'égrenage du maïs, le barattage du beurre, etc.. Il peint par larges aplats colorés, dans une manière d'imagerie décorative.
Franjo Filipović meurt le 2 avril 2009 dans son village natal.